# Dendrobium sulphureum
Dendrobium sulphureum är en orkidéart som beskrevs av Rudolf Schlechter. Dendrobium sulphureum ingår i släktet Dendrobium, och familjen orkidéer.

## Underarter
Arten delas in i följande underarter:
- D. s. cellulosum
- D. s. rigidifolium
- D. s. sulphureum